# Peter Baptist
Peter Baptist (* 19. April 1948 in Bad Kissingen) ist ein deutscher Mathematiker, Mathematikdidaktiker und Hochschullehrer.

## Leben und Wirken
Peter Baptist studierte Mathematik und Physik an der Universität Würzburg. 1976 promovierte er dort nach seiner Prüfung zum Diplom-Mathematiker bei Josef Stoer mit einer Dissertation zur Optimierungstheorie. Außerdem legte er das Staatsexamen für das Lehramt an höheren Schulen ab. Zunächst war Peter Baptist in Bayreuth und Hollfeld als Lehrer im Schuldienst am Gymnasium tätig. Im Jahre 1991 habilitierte er sich an der Universität Würzburg. Nach Professurvertretungen an der Universität Bayreuth und an der Universität Erlangen-Nürnberg war er 1993/94 als ordentlicher Professor für Didaktik der Mathematik an der Technischen Universität Dresden tätig. Von 1994 bis zum Eintritt in den Ruhestand 2013 hatte er dann den Lehrstuhl für Mathematik und ihre Didaktik an der Universität Bayreuth inne. Zudem hat er die Forschungsstelle "Mobiles Lernen mit digitalen Medien" gegründet".
Peter Baptist widmete sich eingehend der Weiterentwicklung des Lehramtsstudiums Mathematik und hat zudem das Lehramtsstudium Informatik in Bayreuth eingeführt. Für sein Engagement in der Lehrerfortbildung wurde ihm 2003 der Bayerische Staatspreis für Unterricht und Kultus verliehen. 2005 erhielt er den Deutschen Bildungssoftwarepreis „digita“.
Zahlreiche nationale und internationale Projekte zum Lehren und Lernen von Mathematik wurden von ihm initiiert bzw. geleitet und betreut. Dazu gehören das Bund-Länder-Kommissionsprojekt „Steigung der Effizienz des mathematisch-naturwissenschaftlichen Unterrichts“ (SINUS bzw. SINUS-Transfer) sowie das EU-Projekt „Fibonacci“.
Peter Baptist hat bei der Gründung der Virtuellen Hochschule Bayern (VHB) mitgewirkt und er war lange Jahre wissenschaftlicher Beirat in der Fächergruppe „Schlüsselqualifikationen“. Gemeinsam mit Siegfried Klautke gründete er das Zentrum zur Förderung des mathematisch-naturwissenschaftlichen Unterrichts (Z-MNU) an der Universität Bayreuth. Mit dem Mathematik-und-Kunst Projekt „Alles ist Zahl“ zusammen mit dem Schweizer Künstler Eugen Jost hat er eine besondere Außenwirkung für die Mathematik erzielt.

## Veröffentlichungen (Auswahl)
- Die Entwicklung der neueren Dreiecksgeometrie (= Lehrbücher und Monographien zur Didaktik der Mathematik, Bd. 19). BI-Wissenschaftsverlag, Mannheim 1992, ISBN 3-411-15661-9 (= Habilitationsschrift Universität Würzburg).
- Christian Heinrich von Nagel (1803–1882). Elementargeometer und Lehrer. In: Bausteine zur Tübinger Universitätsgeschichte, Bd. 6 (1992), S. 77–90.
- Pythagoras und kein Ende? Klett-Schulbuchverlag, Leipzig/Stuttgart 1997, ISBN 3-12-720040-4.
- (Hrsg.): Mathematikunterricht im Wandel. Bausteine für den Unterricht. Buchner, Bamberg 2000, ISBN 3-7661-6090-7.
- Dreihundert Jahre jung. Das Brachistochronenproblem. In: Günter Löffladt/Michael Toepell (Hrsg.): Medium Mathematik. Anregungen zu einem interdisziplinären Gedankenaustausch. Bd. 1. Franzbecker, Hildesheim 2002, S. 44–60, ISBN 3-88120-347-8.
- (mit Albrecht Beutelspacher): Alles ist Zahl. Kölner Universitätsverlag, Köln 2008, ISBN 3-87427-096-3.
- (Hrsg., mit Dagmar Raab): Implementing inquiry in mathematics education [the Fibonacci Project. C. ompanion resources for implementing inquiry in science and mathematics at school]. Univ. Bayreuth, Lehrstuhl für Mathematik und ihre Didaktik 2012, ISBN 978-3-00-040752-9.
- (mit Eugen Jost u. Carsten Miller): Alles ist Zahl. Mathematik andersARTig. Concreda GmbH, Bochum 2013, ISBN 978-3-00-040986-8.

Außerdem zahlreiche Aufsätze und Artikel in Fachzeitschriften, vor allem im Bereich der Mathematikdidaktik.